# Campeonato Mundial de Atletismo de 2015 - Decatlo masculino
A prova do decatlo  do Campeonato Mundial de Atletismo de 2015 foi disputada entre 28 e 29 de agosto  no Estádio Nacional de Pequim, em Pequim.

## Recordes
Antes desta competição, os recordes mundiais e do campeonato nesta prova eram os seguintes:
| Tipo                  | Atleta       | Pontuação | Local    | Data                | Ref |
| --------------------- | ------------ | --------- | -------- | ------------------- | --- |
|                       | Ashton Eaton | 9039      | Eugene   | 23 de junho de 2012 | ver |
| Recorde do campeonato | Tomáš Dvořák | 8902      | Edmonton | 7 de agosto de 2001 | ver |

## Medalhas
| Ouro               | Prata               | Bronze              |
| Ashton Eaton (USA) | Damian Warner (CAN) | Rico Freimuth (GER) |

## Cronograma
Todos os horários são locais (UTC+8).
| Data         | Hora  | Evento                   |
| ------------ | ----- | ------------------------ |
| 28 de agosto | 09:00 | 100 metros               |
| 28 de agosto | 10:05 | Salto em distância       |
| 28 de agosto | 11:55 | Arremesso de peso        |
| 28 de agosto | 16:15 | Salto em altura          |
| 28 de agosto | 20:20 | 400 metros               |
| 29 de agosto | 09:00 | 110 metros com barreiras |
| 29 de agosto | 10:05 | Arremesso de disco       |
| 29 de agosto | 13:15 | Salto com vara           |
| 29 de agosto | 17:00 | Lançamento de dardo      |
| 29 de agosto | 20:10 | 1500 metros              |

## Resultados

### 100 metros
A prova ocorreu dia 28 de agosto às 09:00. 
| Colocação | Bateria | Atleta                  | Nacionalidade  | Tempo | Pontos | Notas |
| --------- | ------- | ----------------------- | -------------- | ----- | ------ | ----- |
| 1         | 4       | Ashton Eaton            | Estados Unidos | 10.23 | 1040   | CR    |
| 2         | 4       | Damian Warner           | Canadá         | 10.31 | 1020   |       |
| 3         | 4       | Rico Freimuth           | Alemanha       | 10.51 | 973    | SB    |
| 4         | 4       | Felipe dos Santos       | Brasil         | 10.53 | 968    |       |
| 5         | 4       | Trey Hardee             | Estados Unidos | 10.56 | 961    |       |
| 6         | 3       | Eelco Sintnicolaas      | Países Baixos  | 10.62 | 947    | PB    |
| 7         | 3       | Oleksiy Kasyanov        | Ucrânia        | 10.73 | 922    | SB    |
| 8         | 3       | Yordanis García         | Cuba           | 10.77 | 912    | SB    |
| 9         | 4       | Michael Schrader        | Alemanha       | 10.78 | 910    |       |
| 10        | 4       | Zachery Ziemek          | Estados Unidos | 10.81 | 903    |       |
| 11        | 3       | Larbi Bouraada          | Argélia        | 10.83 | 899    | SB    |
| 12        | 4       | Akihiko Nakamura        | Japão          | 10.86 | 892    |       |
| 13        | 3       | Kai Kazmirek            | Alemanha       | 10.90 | 883    |       |
| 14        | 3       | Luiz Alberto de Araújo  | Brasil         | 10.92 | 878    |       |
| 15        | 2       | Willem Coertzen         | África do Sul  | 10.98 | 865    | SB    |
| 16        | 2       | Jorge Ureña             | Espanha        | 10.99 | 863    |       |
| 17        | 2       | Ilya Shkurenyov         | Rússia         | 11.01 | 858    | SB    |
| 18        | 2       | Kurt Felix              | Granada        | 11.02 | 856    |       |
| 19        | 3       | Jeremy Taiwo            | Estados Unidos | 11.06 | 847    |       |
| 20        | 2       | Paweł Wiesiołek         | Polónia        | 11.07 | 845    |       |
| 21        | 1       | Adam Helcelet           | Chéquia        | 11.09 | 841    |       |
| 22        | 2       | Pieter Braun            | Países Baixos  | 11.11 | 836    |       |
| 23        | 2       | Bastien Auzeil          | França         | 11.22 | 812    |       |
| 24        | 1       | Maicel Uibo             | Estónia        | 11.25 | 806    |       |
| 25        | 1       | Pau Tonnesen            | Espanha        | 11.26 | 804    | PB    |
| 26        | 1       | Niels Pittomvils        | Bélgica        | 11.39 | 776    |       |
| 27        | 1       | Thomas van der Plaetsen | Bélgica        | 11.44 | 765    |       |
| 28        | 1       | Janek Õiglane           | Estónia        | 11.51 | 750    |       |
| 28        | 1       | Keisuke Ushiro          | Japão          | 11.51 | 750    |       |

### Salto em distância
A prova ocorreu dia 28 de agosto às 10:05. 
| Colocação | Grupo | Atleta                  | Nacionalidade  | Resultado | Pontos | Notas | Pontuação total | Classificação geral |
| --------- | ----- | ----------------------- | -------------- | --------- | ------ | ----- | --------------- | ------------------- |
| 1         | A     | Ashton Eaton            | Estados Unidos | 7.88      | 1030   |       | 2070            | 1                   |
| 2         | A     | Michael Schrader        | Alemanha       | 7.71      | 987    |       | 1897            | 5                   |
| 3         | B     | Kurt Felix              | Granada        | 7.66      | 975    | SB    | 1831            | 11                  |
| 4         | A     | Damian Warner           | Canadá         | 7.65      | 972    | PB    | 1992            | 2                   |
| 5         | A     | Oleksiy Kasyanov        | Ucrânia        | 7.58      | 955    |       | 1877            | 7                   |
| 6         | B     | Zachery Ziemek          | Estados Unidos | 7.57      | 952    | SB    | 1855            | 8                   |
| 7         | A     | Felipe dos Santos       | Brasil         | 7.54      | 945    | SB    | 1913            | 3                   |
| 8         | A     | Rico Freimuth           | Alemanha       | 7.51      | 937    |       | 1910            | 4                   |
| 9         | B     | Larbi Bouraada          | Argélia        | 7.51      | 937    | SB    | 1836            | 10                  |
| 10        | A     | Eelco Sintnicolaas      | Países Baixos  | 7.50      | 935    |       | 1882            | 6                   |
| 11        | A     | Ilya Shkurenyov         | Rússia         | 7.50      | 935    |       | 1793            | 12                  |
| 12        | B     | Thomas van der Plaetsen | Bélgica        | 7.42      | 915    | SB    | 1680            | 22                  |
| 13        | A     | Kai Kazmirek            | Alemanha       | 7.40      | 910    |       | 1793            | 13                  |
| 14        | A     | Jorge Ureña             | Espanha        | 7.30      | 886    |       | 1749            | 15                  |
| 15        | B     | Trey Hardee             | Estados Unidos | 7.30      | 886    |       | 1847            | 9                   |
| 16        | A     | Adam Helcelet           | Chéquia        | 7.29      | 883    |       | 1724            | 17                  |
| 17        | A     | Pieter Braun            | Países Baixos  | 7.29      | 883    |       | 1719            | 18                  |
| 18        | B     | Akihiko Nakamura        | Japão          | 7.26      | 876    |       | 1768            | 14                  |
| 19        | B     | Bastien Auzeil          | França         | 7.26      | 876    |       | 1688            | 20                  |
| 20        | B     | Willem Coertzen         | África do Sul  | 7.25      | 874    |       | 1739            | 16                  |
| 21        | B     | Pau Tonnesen            | Espanha        | 7.21      | 864    |       | 1668            | 25                  |
| 22        | A     | Jeremy Taiwo            | Estados Unidos | 7.15      | 850    |       | 1697            | 19                  |
| 23        | A     | Maicel Uibo             | Estónia        | 7.13      | 845    |       | 1651            | 26                  |
| 24        | A     | Paweł Wiesiołek         | Polónia        | 7.08      | 833    |       | 1678            | 23                  |
| 25        | B     | Luiz Alberto de Araújo  | Brasil         | 6.94      | 799    |       | 1677            | 24                  |
| 26        | B     | Niels Pittomvils        | Bélgica        | 6.86      | 781    |       | 1557            | 27                  |
| 27        | B     | Yordanis García         | Cuba           | 6.82      | 771    |       | 1683            | 21                  |
| 28        | B     | Janek Õiglane           | Estónia        | 6.78      | 762    |       | 1512            | 28                  |
| 29        | B     | Keisuke Ushiro          | Japão          | 6.73      | 750    |       | 1500            | 29                  |

### Arremesso de peso
A prova ocorreu dia 28 de agosto às 11:55. 
| Colocação | Grupo | Atleta                  | Nacionalidade  | Resultado | Pontos | Notas | Pontuação total | Classificação geral |
| --------- | ----- | ----------------------- | -------------- | --------- | ------ | ----- | --------------- | ------------------- |
| 1         | A     | Rico Freimuth           | Alemanha       | 15.50     | 820    |       | 2730            | 3                   |
| 2         | A     | Bastien Auzeil          | França         | 15.38     | 813    |       | 2501            | 14                  |
| 3         | A     | Adam Helcelet           | Chéquia        | 15.30     | 808    | PB    | 2532            | 12                  |
| 4         | A     | Kurt Felix              | Granada        | 15.02     | 791    |       | 2622            | 6                   |
| 5         | A     | Keisuke Ushiro          | Japão          | 14.93     | 785    |       | 2285            | 27                  |
| 6         | A     | Luiz Alberto de Araújo  | Brasil         | 14.84     | 780    |       | 2457            | 15                  |
| 7         | A     | Eelco Sintnicolaas      | Países Baixos  | 14.65     | 768    |       | 2650            | 4                   |
| 8         | A     | Yordanis García         | Cuba           | 14.54     | 761    |       | 2444            | 17                  |
| 9         | A     | Ashton Eaton            | Estados Unidos | 14.52     | 760    |       | 2830            | 1                   |
| 10        | B     | Maicel Uibo             | Estónia        | 14.45     | 756    |       | 2407            | 20                  |
| 11        | B     | Damian Warner           | Canadá         | 14.44     | 755    | PB    | 2747            | 2                   |
| 12        | A     | Janek Õiglane           | Estónia        | 14.43     | 755    |       | 2267            | 28                  |
| 13        | A     | Michael Schrader        | Alemanha       | 14.32     | 748    |       | 2645            | 5                   |
| 14        | B     | Kai Kazmirek            | Alemanha       | 14.27     | 745    | SB    | 2538            | 11                  |
| 15        | B     | Oleksiy Kasyanov        | Ucrânia        | 14.25     | 744    |       | 2621            | 7                   |
| 16        | A     | Jeremy Taiwo            | Estados Unidos | 14.18     | 739    |       | 2436            | 19                  |
| 17        | B     | Ilya Shkurenyov         | Rússia         | 14.09     | 734    |       | 2527            | 13                  |
| 18        | B     | Pieter Braun            | Países Baixos  | 13.90     | 722    |       | 2441            | 18                  |
| 19        | B     | Thomas van der Plaetsen | Bélgica        | 13.83     | 718    | SB    | 2398            | 22                  |
| 20        | B     | Willem Coertzen         | África do Sul  | 13.75     | 713    |       | 2452            | 16                  |
| 21        | A     | Pau Tonnesen            | Espanha        | 13.74     | 712    |       | 2380            | 23                  |
| 22        | B     | Larbi Bouraada          | Argélia        | 13.73     | 712    | SB    | 2548            | 9                   |
| 23        | B     | Felipe dos Santos       | Brasil         | 13.61     | 704    |       | 2617            | 8                   |
| 24        | B     | Paweł Wiesiołek         | Polónia        | 13.50     | 698    |       | 2376            | 24                  |
| 25        | A     | Zachery Ziemek          | Estados Unidos | 13.38     | 690    |       | 2545            | 10                  |
| 26        | B     | Niels Pittomvils        | Bélgica        | 12.77     | 653    |       | 2210            | 29                  |
| 27        | B     | Jorge Ureña             | Espanha        | 12.74     | 651    |       | 2400            | 21                  |
| 28        | B     | Akihiko Nakamura        | Japão          | 11.67     | 586    |       | 2354            | 25                  |
| 29        | A     | Trey Hardee             | Estados Unidos | 10.20     | 498    |       | 2345            | 26                  |

### Salto em altura
A prova ocorreu dia 28 de agosto às 16:15. 
| Classificação | Grupo | Atleta                  | Nacionalidade  | Resultado | Pontos | Notas | Pontuação total | Colocação toal |
| ------------- | ----- | ----------------------- | -------------- | --------- | ------ | ----- | --------------- | -------------- |
| 1             | A     | Maicel Uibo             | Estónia        | 2.13      | 925    |       | 3332            | 14             |
| 1             | A     | Thomas van der Plaetsen | Bélgica        | 2.13      | 925    | SB    | 3323            | 16             |
| 3             | A     | Jeremy Taiwo            | Estados Unidos | 2.10      | 896    |       | 3332            | 15             |
| 4             | A     | Kai Kazmirek            | Alemanha       | 2.10      | 896    | SB    | 3434            | 6              |
| 4             | A     | Kurt Felix              | Granada        | 2.10      | 896    | SB    | 3518            | 3              |
| 6             | A     | Ilya Shkurenyov         | Rússia         | 2.10      | 896    |       | 3423            | 8              |
| 7             | B     | Larbi Bouraada          | Argélia        | 2.07      | 868    | SB    | 3416            | 9              |
| 8             | A     | Adam Helcelet           | Chéquia        | 2.04      | 840    |       | 3372            | 13             |
| 8             | A     | Pau Tonnesen            | Espanha        | 2.04      | 840    |       | 3220            | 20             |
| 10            | B     | Damian Warner           | Canadá         | 2.04      | 840    | SB    | 3587            | 2              |
| 11            | A     | Zachery Ziemek          | Estados Unidos | 2.04      | 840    |       | 3385            | 11             |
| 12            | B     | Yordanis García         | Cuba           | 2.04      | 840    | SB    | 3284            | 18             |
| 13            | B     | Pieter Braun            | Países Baixos  | 2.04      | 840    | SB    | 3281            | 19             |
| 14            | B     | Bastien Auzeil          | França         | 2.01      | 813    | SB    | 3314            | 17             |
| 15            | A     | Jorge Ureña             | Espanha        | 2.01      | 813    |       | 3213            | 21             |
| 16            | B     | Oleksiy Kasyanov        | Ucrânia        | 2.01      | 813    | SB    | 3434            | 5              |
| 17            | A     | Ashton Eaton            | Estados Unidos | 2.01      | 813    |       | 3643            | 1              |
| 18            | B     | Felipe dos Santos       | Brasil         | 2.01      | 813    |       | 3430            | 7              |
| 19            | A     | Paweł Wiesiołek         | Polónia        | 1.98      | 785    |       | 3161            | 23             |
| 20            | B     | Willem Coertzen         | África do Sul  | 1.95      | 758    |       | 3210            | 22             |
| 20            | B     | Akihiko Nakamura        | Japão          | 1.95      | 758    |       | 3112            | 24             |
| 20            | B     | Rico Freimuth           | Alemanha       | 1.95      | 758    | SB    | 3488            | 4              |
| 23            | B     | Michael Schrader        | Alemanha       | 1.95      | 758    | SB    | 3403            | 10             |
| 24            | A     | Janek Õiglane           | Estónia        | 1.92      | 731    |       | 2998            | 25             |
| 25            | A     | Niels Pittomvils        | Bélgica        | 1.92      | 731    |       | 2941            | 27             |
| 25            | B     | Eelco Sintnicolaas      | Países Baixos  | 1.92      | 731    |       | 3381            | 12             |
| 27            | B     | Keisuke Ushiro          | Japão          | 1.89      | 705    |       | 2990            | 26             |
| 28 !          | B     | Trey Hardee             | Estados Unidos | DNS       | 0      |       | 0               | 28 !           |
| 28 !          | B     | Luiz Alberto de Araújo  | Brasil         | DNS       | 0      |       | 0               | 28 !           |

### 400 metros
A prova ocorreu dia 28 de agosto às 20:20. 
| Colocação | Bateria | Atleta                  | Nacionalidade  | Tempo | Pontos | Notas | Pontuação total | Classificação geral |
| --------- | ------- | ----------------------- | -------------- | ----- | ------ | ----- | --------------- | ------------------- |
| 1         | 4       | Ashton Eaton            | Estados Unidos | 45.00 | 1060   | WR    | 4703            | 1                   |
| 2         | 4       | Kai Kazmirek            | Alemanha       | 46.83 | 967    | SB    | 4401            | 4                   |
| 3         | 4       | Michael Schrader        | Alemanha       | 47.12 | 952    | PB    | 4355            | 5                   |
| 4         | 4       | Damian Warner           | Canadá         | 47.30 | 943    |       | 4530            | 2                   |
| 5         | 3       | Larbi Bouraada          | Argélia        | 47.60 | 929    | SB    | 4345            | 6                   |
| 6         | 4       | Akihiko Nakamura        | Japão          | 47.81 | 918    |       | 4030            | 22                  |
| 7         | 2       | Rico Freimuth           | Alemanha       | 47.82 | 918    | SB    | 4406            | 3                   |
| 8         | 2       | Ilya Shkurenyov         | Rússia         | 47.88 | 915    | PB    | 4338            | 9                   |
| 9         | 3       | Felipe dos Santos       | Brasil         | 47.89 | 914    | SB}   | 4344            | 7                   |
| 10        | 3       | Eelco Sintnicolaas      | Países Baixos  | 47.93 | 913    | SB    | 4294            | 11                  |
| 11        | 4       | Jeremy Taiwo            | Estados Unidos | 47.94 | 912    |       | 4244            | 12                  |
| 12        | 3       | Oleksiy Kasyanov        | Ucrânia        | 48.13 | 903    | SB    | 4337            | 10                  |
| 13        | 4       | Pieter Braun            | Países Baixos  | 48.24 | 898    |       | 4179            | 16                  |
| 14        | 2       | Paweł Wiesiołek         | Polónia        | 48.55 | 883    | PB    | 4044            | 21                  |
| 15        | 2       | Bastien Auzeil          | França         | 48.66 | 877    | PB    | 4191            | 15                  |
| 16        | 3       | Yordanis García         | Cuba           | 48.67 | 877    |       | 4161            | 17                  |
| 17        | 2       | Jorge Ureña             | Espanha        | 49.17 | 853    | PB    | 4066            | 20                  |
| 18        | 2       | Niels Pittomvils        | Bélgica        | 49.45 | 840    | SB    | 3781            | 24                  |
| 19        | 1       | Adam Helcelet           | Chéquia        | 49.66 | 830    | SB    | 4202            | 14                  |
| 20        | 1       | Zachery Ziemek          | Estados Unidos | 49.89 | 820    | PB    | 4205            | 13                  |
| 20        | 3       | Kurt Felix              | Granada        | 49.89 | 820    |       | 4338            | 8                   |
| 22        | 1       | Pau Tonnesen            | Espanha        | 50.24 | 804    | PB    | 4024            | 23                  |
| 23        | 1       | Maicel Uibo             | Estónia        | 50.24 | 804    | PB    | 4136            | 18                  |
| 24        | 1       | Thomas van der Plaetsen | Bélgica        | 50.28 | 802    | SB    | 4125            | 19                  |
| 25        | 2       | Keisuke Ushiro          | Japão          | 50.85 | 776    |       | 3766            | 26                  |
| 26        | 1       | Janek Õiglane           | Estónia        | 50.95 | 771    | PB    | 3769            | 25                  |
| 27 !      | 3       | Willem Coertzen         | África do Sul  | DNS   | 0      |       | DNF             | 27 !                |

### 110 metros com barreiras
A prova ocorreu dia 29 de agosto às 09:00. 
| Classificação | Bateria | Atleta                  | Nacionalidade  | Tempo | Pontos | Notas | Pontuação total | Colocação geral |
| ------------- | ------- | ----------------------- | -------------- | ----- | ------ | ----- | --------------- | --------------- |
| 1             | 4       | Damian Warner           | Canadá         | 13.63 | 1023   |       | 5553            | 2               |
| 2             | 4       | Ashton Eaton            | Estados Unidos | 13.69 | 1015   |       | 5718            | 1               |
| 3             | 4       | Rico Freimuth           | Alemanha       | 13.91 | 986    | SB    | 5392            | 3               |
| 4             | 3       | Oleksiy Kasyanov        | Ucrânia        | 13.96 | 980    | SB    | 5317            | 5               |
| 5             | 4       | Michael Schrader        | Alemanha       | 14.19 | 950    |       | 5305            | 6               |
| 6             | 3       | Adam Helcelet           | Chéquia        | 14.20 | 949    | PB    | 5151            | 11              |
| 7             | 2       | Larbi Bouraada          | Argélia        | 14.26 | 941    | PB    | 5286            | 7               |
| 8             | 4       | Ilya Shkurenyov         | Rússia         | 14.27 | 940    |       | 5278            | 8               |
| 9             | 3       | Pieter Braun            | Países Baixos  | 14.37 | 927    |       | 5106            | 13              |
| 10            | 3       | Kai Kazmirek            | Alemanha       | 14.39 | 925    |       | 5326            | 4               |
| 11            | 3       | Jorge Ureña             | Espanha        | 14.41 | 922    |       | 4988            | 17              |
| 12            | 1       | Kurt Felix              | Granada        | 14.58 | 901    | PB    | 5239            | 9               |
| 13            | 4       | Felipe dos Santos       | Brasil         | 14.64 | 894    |       | 894             | 10              |
| 14            | 2       | Bastien Auzeil          | França         | 14.71 | 885    |       | 5076            | 14              |
| 15            | 3       | Akihiko Nakamura        | Japão          | 14.72 | 884    |       | 4914            | 20              |
| 16            | 2       | Thomas van der Plaetsen | Bélgica        | 14.76 | 879    |       | 5004            | 16              |
| 17            | 2       | Jeremy Taiwo            | Estados Unidos | 14.81 | 873    |       | 5117            | 12              |
| 18            | 2       | Paweł Wiesiołek         | Polónia        | 14.82 | 871    |       | 4915            | 19              |
| 19            | 1       | Maicel Uibo             | Estónia        | 15.01 | 848    |       | 4984            | 18              |
| 20            | 1       | Niels Pittomvils        | Bélgica        | 15.09 | 839    |       | 4620            | 22              |
| 21            | 1       | Pau Tonnesen            | Espanha        | 15.12 | 835    |       | 4859            | 21              |
| 22            | 1       | Zachery Ziemek          | Estados Unidos | 15.29 | 815    |       | 5020            | 15              |
| 23            | 2       | Janek Õiglane           | Estónia        | 15.33 | 810    |       | 4579            | 23              |
| 24            | 1       | Keisuke Ushiro          | Japão          | 15.43 | 798    |       | 4564            | 24              |
| 25 !          | 4       | Yordanis García         | Cuba           | DNF   | 0      |       | 4161            | 25              |
| 25 !          | 3       | Eelco Sintnicolaas      | Países Baixos  | DNS   | 0      |       | DNF             | 26 !            |

### Arremesso de disco
A prova ocorreu dia 29 de agosto às 10:05. 
| Colocação | Grupo | Atleta                  | Nacionalidade  | Resultado | Pontos | Notas | Pontuação total | Classificação geral |
| --------- | ----- | ----------------------- | -------------- | --------- | ------ | ----- | --------------- | ------------------- |
| 1         | A     | Rico Freimuth           | Alemanha       | 50.17     | 874    |       | 6266            | 3                   |
| 2         | A     | Keisuke Ushiro          | Japão          | 46.85     | 805    |       | 5369            | 22                  |
| 3         | A     | Kurt Felix              | Granada        | 45.95     | 786    | PB    | 6025            | 7                   |
| 4         | A     | Oleksiy Kasyanov        | Ucrânia        | 45.84     | 784    |       | 6101            | 4                   |
| 5         | A     | Pau Tonnesen            | Espanha        | 45.28     | 773    |       | 5632            | 18                  |
| 6         | A     | Damian Warner           | Canadá         | 44.99     | 767    |       | 6320            | 2                   |
| 7         | A     | Michael Schrader        | Alemanha       | 44.58     | 758    |       | 6063            | 5                   |
| 8         | A     | Ilya Shkurenyov         | Rússia         | 44.53     | 757    |       | 6035            | 6                   |
| 9         | A     | Zachery Ziemek          | Estados Unidos | 44.19     | 750    |       | 5770            | 15                  |
| 10        | A     | Maicel Uibo             | Estónia        | 43.69     | 740    |       | 5724            | 17                  |
| 11        | A     | Ashton Eaton            | Estados Unidos | 43.34     | 733    |       | 6451            | 1                   |
| 12        | B     | Thomas van der Plaetsen | Bélgica        | 43.01     | 726    | SB    | 5730            | 16                  |
| 13        | A     | Adam Helcelet           | Chéquia        | 42.90     | 724    |       | 5875            | 10                  |
| 14        | B     | Bastien Auzeil          | França         | 42.63     | 718    |       | 5794            | 14                  |
| 15        | B     | Pieter Braun            | Países Baixos  | 42.09     | 707    |       | 5813            | 12                  |
| 16        | A     | Paweł Wiesiołek         | Polónia        | 41.55     | 696    |       | 5611            | 19                  |
| 17        | B     | Larbi Bouraada          | Argélia        | 41.53     | 696    | PB    | 5982            | 9                   |
| 18        | B     | Jeremy Taiwo            | Estados Unidos | 41.01     | 685    |       | 5802            | 13                  |
| 19        | B     | Janek Õiglane           | Estónia        | 40.94     | 684    | PB    | 5263            | 24                  |
| 20        | B     | Kai Kazmirek            | Alemanha       | 40.08     | 666    |       | 5992            | 8                   |
| 21        | B     | Niels Pittomvils        | Bélgica        | 39.90     | 663    |       | 5283            | 23                  |
| 22        | B     | Felipe dos Santos       | Brasil         | 36.66     | 597    |       | 5835            | 11                  |
| 23        | B     | Jorge Ureña             | Espanha        | 35.20     | 568    |       | 5556            | 20                  |
| 24        | B     | Akihiko Nakamura        | Japão          | 33.48     | 533    |       | 5447            | 21                  |
| 25 !      | B     | Yordanis García         | Cuba           | DNS       | 0      |       | DNF             | 25 !                |

### Salto com vara
A prova ocorreu dia 29 de agosto às 13:15. 
| Colocação | Grupo | Atleta                  | Nacionalidade  | Resultado | Pontos | Notas | Pontuação total | Classificação geral |
| --------- | ----- | ----------------------- | -------------- | --------- | ------ | ----- | --------------- | ------------------- |
| 1         | A     | Thomas van der Plaetsen | Bélgica        | 5.30      | 1004   | SB    | 6734            | 13                  |
| 2         | A     | Ilya Shkurenyov         | Rússia         | 5.20      | 972    |       | 7007            | 4                   |
| 3         | A     | Kai Kazmirek            | Alemanha       | 5.20      | 972    | PB    | 6964            | 5                   |
| 3         | A     | Zachery Ziemek          | Estados Unidos | 5.20      | 972    |       | 6742            | 11                  |
| 5         | A     | Ashton Eaton            | Estados Unidos | 5.20      | 972    |       | 7423            | 1                   |
| 6         | A     | Bastien Auzeil          | França         | 5.10      | 941    |       | 6735            | 12                  |
| 7         | A     | Maicel Uibo             | Estónia        | 5.10      | 941    |       | 6665            | 16                  |
| 8         | B     | Pieter Braun            | Países Baixos  | 4.90      | 880    | PB    | 6693            | 14                  |
| 9         | A     | Adam Helcelet           | Chéquia        | 4.90      | 880    | SB    | 6755            | 10                  |
| 10        | B     | Oleksiy Kasyanov        | Ucrânia        | 4.80      | 849    | SB    | 6950            | 6                   |
| 11        | B     | Felipe dos Santos       | Brasil         | 4.80      | 849    | PB    | 6684            | 15                  |
| 11        | B     | Rico Freimuth           | Alemanha       | 4.80      | 849    | SB    | 7115            | 3                   |
| 13        | A     | Pau Tonnesen            | Espanha        | 4.80      | 849    |       | 6481            | 17                  |
| 14        | B     | Damian Warner           | Canadá         | 4.80      | 849    | PB    | 7169            | 2                   |
| 15        | B     | Larbi Bouraada          | Argélia        | 4.80      | 849    | SB    | 6831            | 8                   |
| 16        | B     | Keisuke Ushiro          | Japão          | 4.70      | 819    |       | 6188            | 20                  |
| 17        | B     | Akihiko Nakamura        | Japão          | 4.70      | 819    |       | 6266            | 19                  |
| 18        | A     | Michael Schrader        | Alemanha       | 4.60      | 790    |       | 6853            | 7                   |
| 19        | B     | Janek Õiglane           | Estónia        | 4.60      | 790    | SB    | 6053            | 21                  |
| 20        | B     | Paweł Wiesiołek         | Polónia        | 4.50      | 760    |       | 6371            | 18                  |
| 21        | B     | Kurt Felix              | Granada        | 4.50      | 760    |       | 6785            | 9                   |
| 22 !      | B     | Jorge Ureña             | Espanha        | NM        | 0      |       | 5556            | 22                  |
| 22 !      | A     | Niels Pittomvils        | Bélgica        | NM        | 0      |       | 5283            | 23                  |
| 24 !      | A     | Jeremy Taiwo            | Estados Unidos | DNS       | 0      |       | DNF             | 24 !                |

### Lançamento de dardo
A prova ocorreu dia 29 de agosto às 17:00. 
| Colocação | Grupo | Atleta                  | Nacionalidade  | Resultado | Pontos | Notas | Pontuação total | Classificação geral |
| --------- | ----- | ----------------------- | -------------- | --------- | ------ | ----- | --------------- | ------------------- |
| 1         | A     | Janek Õiglane           | Estónia        | 68.51     | 867    |       | 6920            | 18                  |
| 2         | A     | Maicel Uibo             | Estónia        | 64.51     | 806    | PB    | 7471            | 11                  |
| 3         | B     | Larbi Bouraada          | Argélia        | 63.82     | 795    | SB    | 7626            | 6                   |
| 4         | B     | Ashton Eaton            | Estados Unidos | 63.63     | 793    | SB}   | 8216            | 1                   |
| 5         | B     | Damian Warner           | Canadá         | 63.50     | 791    | SB    | 7960            | 2                   |
| 6         | A     | Kurt Felix              | Granada        | 63.41     | 789    |       | 7574            | 8                   |
| 7         | A     | Adam Helcelet           | Chéquia        | 63.07     | 784    | SB    | 7539            | 9                   |
| 8         | B     | Kai Kazmirek            | Alemanha       | 62.55     | 776    |       | 7740            | 5                   |
| 9         | A     | Michael Schrader        | Alemanha       | 62.09     | 769    | SB    | 7622            | 7                   |
| 10        | B     | Ilya Shkurenyov         | Rússia         | 60.99     | 753    | SB    | 7760            | 4                   |
| 11        | B     | Rico Freimuth           | Alemanha       | 60.61     | 747    |       | 7862            | 3                   |
| 12        | A     | Pau Tonnesen            | Espanha        | 60.42     | 744    | PB    | 7225            | 16                  |
| 13        | B     | Pieter Braun            | Países Baixos  | 56.95     | 692    |       | 7385            | 15                  |
| 14        | A     | Keisuke Ushiro          | Japão          | 56.52     | 686    |       | 6874            | 20                  |
| 15        | B     | Zachery Ziemek          | Estados Unidos | 56.50     | 685    | SB    | 7427            | 12                  |
| 16        | B     | Thomas van der Plaetsen | Bélgica        | 55.23     | 666    |       | 7400            | 13                  |
| 17        | A     | Bastien Auzeil          | França         | 55.14     | 665    |       | 7400            | 14                  |
| 18        | A     | Paweł Wiesiołek         | Polónia        | 54.08     | 649    |       | 7020            | 17                  |
| 19        | A     | Akihiko Nakamura        | Japão          | 53.57     | 642    | PB    | 6908            | 19                  |
| 20        | A     | Jorge Ureña             | Espanha        | 53.17     | 636    |       | 6192            | 21                  |
| 21        | A     | Niels Pittomvils        | Bélgica        | 52.96     | 633    |       | 5916            | 22                  |
| 22        | B     | Oleksiy Kasyanov        | Ucrânia        | 49.35     | 579    | SB    | 7529            | 10                  |
| 23 !      | B     | Felipe dos Santos       | Brasil         | DNS       | 0      |       | DNF             | 23 !                |

### 1500 metros
A prova ocorreu dia 29 de agosto às 20:10. 
| Classificação | Bateria | Atleta                  | Nacionalidade  | Resultados | Pontos | Notas |
| ------------- | ------- | ----------------------- | -------------- | ---------- | ------ | ----- |
| 1             | 1       | Akihiko Nakamura        | Japão          | 4:16.36    | 837    |       |
| 2             | 2       | Larbi Bouraada          | Argélia        | 4:16.61    | 835    | SB    |
| 3             | 2       | Ashton Eaton            | Estados Unidos | 4:17.52    | 829    | SB    |
| 4             | 2       | Michael Schrader        | Alemanha       | 4:22.30    | 796    | SB    |
| 5             | 2       | Ilya Shkurenyov         | Rússia         | 4:24.98    | 778    | PB    |
| 6             | 2       | Maicel Uibo             | Estónia        | 4:25.53    | 774    | PB    |
| 7             | 1       | Niels Pittomvils        | Bélgica        | 4:27.40    | 762    | PB    |
| 8             | 2       | Damian Warner           | Canadá         | 4:31.51    | 735    |       |
| 9             | 2       | Oleksiy Kasyanov        | Ucrânia        | 4:31.80    | 733    |       |
| 10            | 1       | Pieter Braun            | Países Baixos  | 4:32.46    | 729    |       |
| 11            | 2       | Kurt Felix              | Granada        | 4:32.57    | 728    | PB    |
| 12            | 2       | Kai Kazmirek            | Alemanha       | 4:35.61    | 708    |       |
| 13            | 2       | Rico Freimuth           | Alemanha       | 4:37.05    | 699    | SB    |
| 14            | 2       | Adam Helcelet           | Chéquia        | 4:37.65    | 695    | PB    |
| 15            | 1       | Bastien Auzeil          | França         | 4:37.92    | 693    | PB    |
| 16            | 1       | Paweł Wiesiołek         | Polónia        | 4:39.31    | 685    |       |
| 17            | 1       | Jorge Ureña             | Espanha        | 4:42.21    | 666    |       |
| 18            | 1       | Janek Õiglane           | Estónia        | 4:43.06    | 661    |       |
| 19            | 1       | Keisuke Ushiro          | Japão          | 4:43.51    | 658    |       |
| 20            | 1       | Thomas van der Plaetsen | Bélgica        | 4:47.38    | 635    | SB    |
| 21            | 1       | Zachery Ziemek          | Estados Unidos | 4:56.66    | 579    | PB    |
| 22            | 1       | Pau Tonnesen            | Espanha        | 5:33.73    | 381    |       |

## Classificação final
| Colocação         | Atleta                  | Nacionalidade  | Total | Notas |
| ----------------- | ----------------------- | -------------- | ----- | ----- |
| Medalha de ouro   | Ashton Eaton            | Estados Unidos | 9045  | WR    |
| Medalha de prata  | Damian Warner           | Canadá         | 8695  | NR    |
| Medalha de bronze | Rico Freimuth           | Alemanha       | 8561  | PB    |
| 4                 | Ilya Shkurenyov         | Rússia         | 8538  | PB    |
| 5                 | Larbi Bourrada          | Argélia        | 8461  | AF    |
| 6                 | Kai Kazmirek            | Alemanha       | 8448  |       |
| 7                 | Michael Schrader        | Alemanha       | 8418  |       |
| 8                 | Kurt Felix              | Granada        | 8302  | NR    |
| 9                 | Oleksiy Kasyanov        | Ucrânia        | 8262  | SB    |
| 10                | Maicel Uibo             | Estónia        | 8245  |       |
| 11                | Adam Helcelet           | Chéquia        | 8234  | SB    |
| 12                | Pieter Braun            | Países Baixos  | 8114  |       |
| 13                | Bastien Auzeil          | França         | 8093  |       |
| 14                | Thomas van der Plaetsen | Bélgica        | 8035  | SB    |
| 15                | Zachery Ziemek          | Estados Unidos | 8006  |       |
| 16                | Akihiko Nakamura        | Japão          | 7745  |       |
| 17                | Paweł Wiesiołek         | Polónia        | 7705  |       |
| 18                | Pau Tonnesen            | Espanha        | 7606  |       |
| 19                | Janek Õiglane           | Estónia        | 7581  |       |
| 20                | Keisuke Ushiro          | Japão          | 7532  |       |
| 21                | Jorge Ureña             | Espanha        | 6858  |       |
| 22                | Niels Pittomvils        | Bélgica        | 6678  |       |
| 23                | Felipe dos Santos       | Brasil         | DNF   |       |
| 23                | Jeremy Taiwo            | Estados Unidos | DNF   |       |
| 23                | Yordanis García         | Cuba           | DNF   |       |
| 23                | Eelco Sintnicolaas      | Países Baixos  | DNF   |       |
| 23                | Willem Coertzen         | África do Sul  | DNF   |       |
| 23                | Luiz Alberto de Araújo  | Brasil         | DNF   |       |
| 23                | Trey Hardee             | Estados Unidos | DNF   |       |

Legenda
| Recorde mundial       | Recorde mundial (World record)               |                       | Recorde africano                      | Recorde africano (African) |                                           | Q | Classificado por posição (Qualified) |
| Recorde do campeonato | Recorde do campeonato (Championship record)  | Recorde da América    | Recorde da América (Americas)         | q                          | Classificado por melhor tempo (Qualified) |   |                                      |
| Melhor marca do ano   | Melhor marca do ano (World leading)          | Recorde asiático      | Recorde asiático (Asian)              | DNS                        | Não largou (Did not start)                |   |                                      |
| Recorde nacional      | Recorde nacional (National record)           | Recorde europeu       | Recorde europeu (European)            | DNF                        | Não terminou (Did not finish)             |   |                                      |
| Recorde pessoal       | Recorde pessoal do atleta (Personal best)    | Recorde da Oceania    | Recorde da Oceania (Oceania)          | DSQ / DQ                   | Desclassificado (Disqualified)            |   |                                      |
| Recorde da temporada  | Recorde da temporada do atleta (Season best) | Recorde sul-americano | Recorde sul-americano (South America) | NM                         | Sem marca (No mark)                       |   |                                      |